# Redstone River (Mackenzie River)
Der Redstone River ist ein linker Nebenfluss des Mackenzie River in den kanadischen Nordwest-Territorien.
Der Redstone River entspringt nahe Rockslide Pass  in den Mackenzie Mountains. Er fließt in östlicher Richtung durch die Canyon Ranges und erreicht nach etwa 290 km, ungefähr 100 km nördlich von Wrigley, den Mackenzie River. Der Redstone River entwässert ein Areal von 16.400 km². Sein mittlerer Abfluss 63 km oberhalb der Mündung beträgt 174 m³/s.
Der Redstone River ist ein Wildwasserfluss mit Stromschnellen der Schwierigkeitsgrade II–III. Kanutouren auf dem Fluss dauern in der Regel 10–14 Tage.